# Helmut Jacob (Bildhauer)
Helmut Jacob (* 17. August 1920 in Riesa; † 1998 ebenda) war ein deutscher Bildhauer und Restaurator.

## Leben und Werk
Jacob wurde nach dem Schulabschluss in Riesa 1937 zum Reichsarbeitsdienst und dann zur Wehrmacht einberufen und nahm als Soldat am Zweiten Weltkrieg teil. 1945 kam er aus der Kriegsgefangenschaft nach Riesa zurück. 1952 richtete er sich dort ein Atelier ein, in dem er bis 1956 autodidaktisch als freischaffender Restaurator arbeitete. Von 1952 bis zum Diplom 1956 studierte er im Fach Plastik an der Hochschule für Bildende Künste Dresden. Danach arbeitete er wieder in Riesa, ab 1965 im eigenen Atelier im Schloss Gröba, freischaffend als Bildhauer. Er war u. a. an den Arbeiten für das Ernst-Thälmann-Denkmal in Berlin beteiligt.
Jacob war Mitglied des Verbands Bildender Künstler der DDR und der Riesaer Kunstgenossenschaft, deren Vorstand er zeitweilig angehörte. Er leitete auch ehrenamtlich einen Mal- und Keramikzirkel für Kinder im Riesaer Klubhaus „Joliot Curie“.

## Werke (Auswahl)
- Zweiergruppe mit Taube (1966, Bronze, Höhe 220 cm; Riesa, vor der Oberschule „Am Sportzentrum“, Pausitzer Straße 59)[1]
- Storchenbrunnen (1974; Bronze, Höhe 480 cm; vormals (?) Riesa)[2]
- Kinderkopf (o. J., Porträtbüste, Gips)[2]

## Ausstellungen (mutmaßlich unvollständig)
- 1972: Dresden, Bezirkskunstausstellung
- 1987/1988: Dresden, X. Kunstausstellung der DDR

## Weblink
- https://www.facebook.com/StadtmuseumRiesa/posts/4182971441814577/